# Frederik Engelhart Boisen

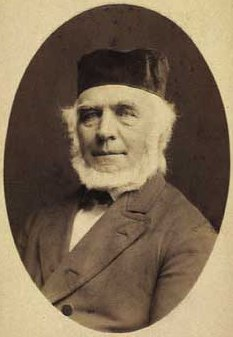

Frederik Engelhart Boisen, född den 11 februari 1808, död den 17 september 1882, var en dansk präst, son till P.O. Boisen d.ä., bror till P.O. Boisen d.y., samt far till politikerna Frederik Engelhard Boisen, Peter Boisen, Emil Boisen och Jutta Bojsen-Møller.
Boisen blev 1837 präst i Skørpinge vid Skælsør, där han slöt sig till lekmansförsamlingarna, tills han 1845 blev ivrig grundtvigian. 
1849-59 var han präst i Vilstrup vid Haderslev och 1859-81 i Stege. Boisen utgav 1851-79 den folkliga tidskriften Budstikken.